# Eidothea
- Commons
- Wikispecies

Eidothea é um género botânico pertencente à família Proteaceae.